# Zusatzweiterbildung Diabetologie
Die Zusatzweiterbildung Diabetologie ist eine in der Musterweiterbildungsordnung der deutschen Bundesärztekammer von 2018 (MWBO) aufgeführte Zusatzweiterbildung im Bereich Diabetologie.

## Definition
Die Zusatzweiterbildung Diabetologie umfasst in Ergänzung zu einer Facharztkompetenz die Vorbeugung, Erkennung, konservative und interventionelle Behandlung unter Einbezug von Palliation und Rehabilitation körperlicher und seelischer Erkrankungen im biologisch fortgeschrittenen Lebensalter mit dem Ziel der Erhaltung und Wiederherstellung größtmöglicher Selbstständigkeit und Lebensqualität.

## Mindestanforderung
Um die Zusatzbezeichnung Diabetologie führen zu dürfen, müssen Ärzte
- über die Facharztanerkennung im Gebiet Allgemeinmedizin, Innere Medizin oder Kinder- und Jugendmedizin verfügen

und zusätzlich
- 12 Monate Diabetologie unter Befugnis an Weiterbildungsstätten absolvieren.[1]

Die Inhalte der Zusatz-Weiterbildung Diabetologie sind integraler Bestandteil der Weiterbildung zum Facharzt für Innere Medizin und Endokrinologie und Diabetologie sowie integraler Bestandteil der Zusatz-Weiterbildung Kinder- und Jugend-Endokrinologie und Diabetologie.
Bei der Anmeldung zur Weiterbildungsprüfung müssen der zuständigen Ärztekammer sämtliche Nachweise über die erfüllten Mindestanforderungen vorgelegt werden. Dazu gehören auch die Logbuch-Dokumentationen über alle durch die MWBO vorgegebenen Inhalte der Weiterbildung.

## Inhalte der Weiterbildung
Bei der Weiterbildungsprüfung muss man darlegen können, dass man Kenntnisse, Erfahrungen und Fertigkeiten unter anderem in folgenden Bereichen erlangt hat:

### Gemeinsame Inhalte der Zusatzweiterbildung Diabetologie
- Diabetologische Notfälle
- Indikationsstellung und Befundinterpretation von Labor-Diagnostik unter Berücksichtigung von Screening und Differentialdiagnostik sowie der Diagnostik von Folgeschäden
- Durchführung des oralen Glukose-Toleranztests
- Durchführung von Assessments einschließlich Beratung unter Berücksichtigung kultureller Besonderheiten, Reisen, Sport, Ernährungs- und Lebensweise, Beruf, Fahrtauglichkeit, Schwerbehinderung einschließlich Selbstmanagementfähigkeit
- Maßnahmen der Primär-, Sekundär- und Tertiärprävention bei Diabetes mellitus und dessen Folgeerkrankungen
- Auswahl und Durchführung standardisierter Schulungen
- Indikationsstellung zur genetischen Untersuchung und zur Beratung bei genetischen Diabetesformen
- Indikationsstellung und Durchführung der spezifischen Therapie bei sekundären Diabetesformen
- Partizipative Therapieplanung, Therapiemotivation, ressourcenorientierte Patientenansprache und Angehörigenberatung
- Erkennung von psychischen Komorbiditäten und Anpassung der Diabetestherapie, z. B. bei Essstörungen und Depressionen
- Erkennung von Hypoglykämie- und Hyperglykämie-Akzeptanzproblemen sowie Folgeerkrankungen und Anpassung der Diabetestherapie
- Psychosoziale Beratung bei mangelnder Diabetesintegration und Diabetesakzeptanz sowie zu Berufswahl und Schwerbehindertenrecht

### Spezifische Inhalte für die Facharzt-Weiterbildung Allgemeinmedizin oder für die Facharzt-Weiterbildungen im Gebiet Innere Medizin
- Typ 1 und Typ 2 Diabetes sowie sekundäre Diabetesformen
  - Ersteinstellung mittels intensivierter Insulintherapie, Therapiefortführung und Therapieanpassung bei Typ 1 Diabetes
  - Therapieeinstellung und Therapieanpassung bei kontinuierlicher Blutzuckermessung (CGM) und Pumpen bei Typ 1 Diabetes
  - Diagnostik, Therapieanpassung und Nachsorge von Notfällen bei Hypoglykämien mit und ohne Bewusstseinsverlust, Ketoazidosen sowie bei diabetischem Koma
  - Diabetes bei Kindern und Jugendlichen
  - Nicht-medikamentöse und medikamentöse Therapieoptionen des Typ 2 Diabetes
  - Diagnostik und Therapie bei Typ 2 Diabetes, metabolischem Syndrom und Adipositas
  - Prä-, peri- und postoperatives Diabetesmanagement
  - Indikationsstellung, prä- und postoperative Betreuung von Patienten bei bariatrischer Operation einschließlich Beratung zur Anpassung der Diabetestherapie und Ernährung
  - Interdisziplinäre Differentialdiagnostik und Therapie bei Folge- und Begleiterkrankungen
  - Umstellung intensivierter Diabetestherapie bei Demenz und in Palliativsituationen
  - Langzeitbetreuung von Typ 1 und Typ 2 Diabetikern einschließlich Heimbetreuung
  - Schulungen zu digitalen Anwendungen und aktuellen Diabetestechnologien
  - Diagnostik und Therapie des diabetischen Fußsyndroms einschließlich Schulung, Wundversorgung, Schuhversorgung, Prothetik
- Diabetes und Schwangerschaft
  - Screening, Diagnostik, Schulung und Therapie des Gestationsdiabetes bzw. des Diabetes während der Schwangerschaft einschließlich der Anpassung der Medikation an die postpartale Stoffwechselsituation

### Spezifische Inhalte für die Facharzt-Weiterbildung Kinder- und Jugendmedizin
- Ersteinstellung von Kindern und Jugendlichen mit Typ 1 Diabetes mittels intensivierter Insulintherapie, Therapiefortführung und Therapieanpassung
- Betreuung von Patienten mit Insulinpumpentherapie
- Langzeitversorgung mit einer intensivierten konventionellen Insulin-Therapie/Insulinpumpentherapie einschließlich Beratung hinsichtlich Therapie, Sport und Ernährung
- Therapieeinstellung und Therapieanpassung bei kontinuierlicher Blutzuckermessung
- Diagnostik sowie Therapieanpassung und Nachsorge bei Komplikationen und Notfällen
- Prä-, peri- und postoperatives Diabetesmanagement
- Betreuung und Beratung der Kinder und Jugendlichen und deren Eltern in Alltagssituationen
- Umgang mit Diabetestechnologien im Kindes- und Jugendalter
- Interdisziplinäre Behandlung bei Diabetes Typ 2, insbesondere im Hinblick auf die Transition
- Weiterführende Diagnostik und Therapie bei Diabetes Typ 3, z. B. monogenetische Erkrankungen (Maturity Onset Diabetes of the Young, neonataler Diabetes)
- Indikationsstellung zur weiterführenden Diagnostik bei Erkrankungen der Schilddrüse, Zöliakie, Adipositas und weiteren seltenen assoziierten Erkrankungen
- Diagnostik und Therapie bei Hyperlipidämien und anderen metabolischen Risikofaktoren, z. B. Hypertonie.[1]

Die Inhalte der Musterweiterbildungsordnung sind allerdings nur eine Empfehlung für die rechtsverbindlichen Weiterbildungsordnungen der Landesärztekammern, die hiervon abweichende Regelungen treffen können.